# KIRA KIRA HAPPY★ 打開吧！見習神仙精靈
《KIRA KIRA HAPPY★ 打開吧！見習神仙精靈》（日语：キラキラハッピー★ ひらけ！ここたま）是个《見習神仙精靈》的續集&同一類型的作品。電視動畫於2018年9月6日起在東京電視台播放。

## 故事大綱
小學五年級生的女孩星之川遙，有一天倍加珍惜的櫻花緞帶誕生的“神仙精靈”之神。 她的名字是緞緞。 當她碰到緞帶時，一個閃亮的「鑰匙」出現在她面前，星之川遙成為很久以前傳說的神仙精靈契約者下，她將努力讓櫻花鎮回到五年前的樣子，並將鎮上的人們都重回笑容。

## 用語

### 關於神仙精靈
神仙精靈
是因為人們珍惜物品的感情所誕生的，因此隨意破壞物品會導致神仙精靈消失。每位神仙精靈的尾巴都是他們所誕生物品的形象或一部分，觀察他們的尾巴就可以得知他們是從哪裡誕生的。而見習神仙精靈們褲子上的圖案則暗示了他們的個性、習慣或魔法的效果。
蛋
蛋是神仙精靈生長的居所，每位神仙精靈都有各自的蛋。他們會在蛋中睡覺，外出時在蛋中滾動自己的蛋加快行進速度。遇到人類或其他危險時躲入蛋中，就不會被發現而暴露。
獨當一面
神仙精靈獨當一面，表示他們經過了見習階段，而成為真正的神明。
魔法
所有神仙精靈咒語第一句皆為「ここんぽいぽいここったま!」，再加上本身咒語。
合體魔法
幾位神仙精靈咒語為「ここんぽいぽいここったま!」2次。
鑰匙
用來證明擁有此鑰匙的人就是傳說中的神仙精靈契約者。
原先為緞緞用來躲藏的蛋，後被遙變成拯救世界的鑰匙。
快樂星
只要讓人類感到幸福，就會誕生的一顆星星，如果蒐集夠多就可以成為獨當一面的神仙。本作快樂星的用途是借神仙精靈城堡上的舞台發射到天空讓櫻花鎮和傳送到神仙精靈界重回五年前的樣子。
傳說中的神仙精靈契約者
使用鑰匙的特别人类就成為傳說中的神仙精靈契約者。
困擾打嗝
是神仙精靈間的傳染病，症狀為隔三差五不受控制地打嗝。
神仙精靈界
是一個只有獨當一面的神仙精靈才能進入的空間。(當有特殊情況，見習神仙精靈可以穿上臨時獨當一面褲子進入神仙精靈界)
神仙精靈界有兩種抵達的方式：一是穿上獨當一面褲子的神仙精靈乘坐仙車雲扶搖直上；二是由穿上獨當一面褲子的神仙精靈在一些特定的地方使用專門的咒語。後者會打開一個金黃色梭子狀的通道，神仙精靈跳進去即可到達。

### 本作神仙精靈設施
神仙精靈小鎮
在12話櫻花樹告訴緞緞請完成神仙精靈小鎮，並在第28話收集齊全設施，最後在第29話添加最後一次街道而完成神仙精靈小鎮。
神仙精靈城堡
本身物品為八音盒，也是影浦女士打算買下的物品，每當收集了開心星星的晚上，這裏會發放開心星雨，然後會按照開心星的介紹。使用方式與前作的神仙精靈小屋類似。
神仙精靈旅館
本身物品為檯燈，主要是讓神仙精靈休息用的，旅館長為皮洛，只要一剎那的時間就可以得到三天三夜的睡眠。
神仙精靈餐廳
本身物品為茶壺，也是咖啡廳店長送給小遙的茶壺，主廚為潘托尼奧，服務生為茶子，用途是能給神仙精靈們補充體力。另外還有一處標有DELIVERY字樣的地方，將成品放至其中，可以傳送到餐廳以外的地方。
神仙精靈商店
本身物品為寶石箱，也是星之川銀造從國外寄送回來的寶石箱，店員為露比，用途是轉動商店旁的轉盤，得到對應記號的商品，能實現神仙精靈目前最想要的事物。
神仙精靈診所
本作與前作的神仙精靈診所不太一樣，也是舊書店店長送給小遙的禮物，本身物品為醫療書，醫生為多庫多庫塔和娜秋，助手為茨茨·米米·琪琪，主要是給神仙精靈或幫人類看病。
神仙精靈巴士
本身物品為行李箱，也是一位非常珍惜此行李箱的小遙的朋友寄放到櫻花古董店來，主要是讓神仙精靈們搭乘，另外後輪的地方像是類似跑步機一樣，如跑得越快車子的速度就越快，車長為嵐忍。
神仙精靈遊樂園
本身物品為時鐘，與前作的神仙精靈樂園類似，用途也差不多，不過有幫助很大的用途，能夠代替休眠的櫻花樹進行櫻花小鎮保護隊，遊樂園長為盖喬姆，助手為雨莉。
魔法之蛋
配音：向井莉生（記載神仙精靈的魔法時）
於31話出現来自未来的謎之蛋，位於神仙精靈城堡面前，能夠組合三位神仙精靈的魔法，雖然展現出的魔法威力強大，但過於強大可能會產生大危機，有時蛋殼突然打開時投影狀態的妮姬便會出現和緞緞一行人聯絡，之後在妮姬從未來穿越至神仙精靈小鎮後變為拯救櫻花鎮的重要物品，原本只能以三位來進行合體魔法，後來妮姬將他改為無限制人數了。

### 注意事項
若要區分神仙精靈的性別，可依照內褲區分，尖邊為男性，而圓邊為女性。
神仙精靈若被非契約者的人類發現，將會變回原物。

## 電視動畫
香港由ViuTV在2020年5月14日以「見習神仙精靈4」的名義播出。

### 製作人員
- 原案 - BANDAI
- 副監督 - 秋山朋子
- 系列構成 - 土屋理敬
- 設定原案 - 日野千尋
- 角色設定原案 - 藤原友佳
- 角色設定 - 大河忍（日语：大河しのぶ）、東海林康和
- 美術監督 - 加藤賢司
- 色彩設計 - 大関たつ枝
- 攝影指導 - 天田雅
- CG製作人 - 近藤潤
- 編輯 - 後田良樹
- 音響監製 - 西名武
- 音響監督 - 飯塚康一
- 音樂 - 伊藤賢、黒田賢一
- 音樂製作人 - 吉江輝成
- 音樂制作 - Lantis
- 規劃經理 - 山田唯莉子（東京電視台）、水谷彩
- 製作人 - 高林庸介（東京電視台）、平松ゆい、高橋知子、古市直彦
- 動畫製作人- 吉岡大輔
- 動畫制作 - OLM Team YOSHIOKA
- 監督 - 新田典生
- 製作 - 東京電視台、神仙精靈製作委員会

### 主題曲
片頭曲
「ヒミツのカギ、ここたま!」（第1－55集）
作詞：真崎 ERIKA ， 作曲・編曲：Dr.Lilcom，主唱：星之川遙（高橋未奈美）、緞緞（水瀬祈）、皮洛（伊瀬茉莉也）、茶子（岩井映美里）
此片頭曲與每一集後的「ここたまみーつけた（神仙精靈找到了）」帶有連動。
第30集依據劇情而更改畫面。
第55集作為片頭曲與片尾曲使用。
片尾曲
「ここたまさがっ!み〜つっけた♪」（第1－29集）
作詞：松井洋平 ， 作曲・編曲：大竹智之 ，主唱：正木郁
「ここたまタウンでにっこにこ★」（第30－54集）
作詞 ：真崎 ERIKA，作曲・編曲 ：no_my，主唱：正木郁、真崎ERIKA（Lantis）
插入曲
「Open My Dream」（第39集）
作詞 ：松井洋平，作曲 ：伊藤賢no_my，主唱：七瀨千春（熊田茜音）

## 各話標題
| 話數 | 日文標題               | 中文標題                         | 劇本     | 分鏡                | 演出       | 作畫監督                                         | 總作畫監督            | 播放日期       |
| ---- | ---------------------- | -------------------------------- | -------- | ------------------- | ---------- | ------------------------------------------------ | --------------------- | -------------- |
| 1    |                        | 命運的遭遇，打開吧!幸福之門      | 土屋理敬 | 新田典生 秋山朋子   | 大庭秀昭   | 佐藤陵 河野仁美 大野美葉                         | 東海林康和            | 2018年9月6日   |
| 2    |                        | 呼嚕嚕，皮洛誕生!                | 土屋理敬 | 山井紗也香          | 沼山茉由   | 小野ひろみ                                       | 大野美葉              | 2018年9月13日  |
| 3    |                        | 意想不到!茶子誕生了!             | 末永光代 | 西田健一            | 西田健一   | 山縣亞紀 土信田和幸                              | 東海林康和            | 2018年9月20日  |
| 4    |                        | 櫻花骨董店客似雲來!              | 竹內利光 | 前屋俊広 清島ゆう子 | 前屋俊広   | 川口弘明 安斎佳惠 邱明哲 德川惠梨 Lee Deok Ho    | 大野美葉              | 2018年9月27日  |
| 4    | 救出媽媽!              |                                  | 竹內利光 | 前屋俊広 清島ゆう子 | 前屋俊広   | 川口弘明 安斎佳惠 邱明哲 德川惠梨 Lee Deok Ho    | 大野美葉              | 2018年9月27日  |
| 5    |                        | 閃亮登場!我是露比                | 笹野惠   | 西田健一            | 山井紗也香 | 佐藤陵 平良哲朗                                  | 東海林康和            | 2018年10月4日  |
| 6    |                        | 嚯嚯，丸目到來是也!              | 土屋理敬 | 樫山聡之 永島昭子   | 樫山聡之   | 永島昭子                                         | 大野美葉              | 2018年10月11日 |
| 7    |                        | 神仙精靈城堡大騷動               | 山口宏   | 西田健一            | 西田健一   | 桑原麻衣 志村隆行                                | 東海林康和            | 2018年10月18日 |
| 8    |                        | 初次見面，阿喬登場!喬!           | 赤尾凸   | 大庭秀昭            | 大庭秀昭   | 平良哲朗 河野仁美                                | 大野美葉              | 2018年10月25日 |
| 9    |                        | 阿喬從山裡來了!                  | 末永光代 | 石踊宏              | 沼山茉由   | 小野ひろみ                                       | 東海林康和            | 2018年11月1日  |
| 9    | 取得笑容大作戰         |                                  | 末永光代 | 石踊宏              | 沼山茉由   | 小野ひろみ                                       | 東海林康和            | 2018年11月1日  |
| 10   |                        | 鍋碗瓢盆潘托尼奧                 | 竹内利光 | 西田健一            | 西田健一   | 山縣亜紀 土信田和幸                              | 大野美葉              | 2018年11月8日  |
| 11   |                        | 傾斜的東西在哪裏!                | 笹野惠   | 石井久志            | 前屋俊広   | 川口弘明 佐藤陵 邱明哲                           | 東海林康和            | 2018年11月15日 |
| 11   | 不要說再見!            |                                  | 笹野惠   | 石井久志            | 前屋俊広   | 川口弘明 佐藤陵 邱明哲                           | 東海林康和            | 2018年11月15日 |
| 12   |                        | 在神仙精靈餐廳裡當豪爽主廚!!     | 山口宏   | 海野なまこ          | 山井紗也香 | 桑原麻衣 平良哲朗                                | 大野美葉              | 2018年11月22日 |
| 13   |                        | 茶子 當服務生                    | 赤尾凸   | 樫山聡之 永島昭子   | 樫山聡之   | 永島昭子                                         | 東海林康和            | 2018年11月29日 |
| 13   | 星之旅人斯科普         |                                  | 赤尾凸   | 樫山聡之 永島昭子   | 樫山聡之   | 永島昭子                                         | 東海林康和            | 2018年11月29日 |
| 14   |                        | 神仙精靈露營會                   | 末永光代 | 西田健一            | 西田健一   | 志村隆行 河野仁美                                | 大野美葉              | 2018年12月6日  |
| 14   | 送去笑容的化妝盒       |                                  | 末永光代 | 西田健一            | 西田健一   | 志村隆行 河野仁美                                | 大野美葉              | 2018年12月6日  |
| 15   |                        | 塔奇西多蕾西嗚嘻嘻～             | 土屋理敬 | 大庭秀昭            | 大庭秀昭   | 平良哲朗 佐藤陵                                  | 東海林康和            | 2018年12月13日 |
| 16   |                        | 聖誕節大恐慌!?                   | 笹野恵   | 増田敏彦            | 沼山茉由   | 小野ひろみ                                       | 大野美葉              | 2018年12月20日 |
| 17   |                        | 緞緞 去工作                      | 竹内利光 | 西田健一            | 西田健一   | 山縣亜紀 土信田和幸                              | 東海林康和            | 2018年12月27日 |
| 17   | 再見緞緞               |                                  | 竹内利光 | 西田健一            | 西田健一   | 山縣亜紀 土信田和幸                              | 東海林康和            | 2018年12月27日 |
| 18   |                        | 嬰兒神仙精靈 茨茨 米米 琪琪!     | 山口宏   | 石井久志            | 石井久志   | 川口宏明 桑原麻衣 秋元勇一                       | 大野美葉              | 2019年1月10日  |
| 19   |                        | 神仙精靈商店 開張!               | 末永光代 | 秋山朋子            | 山井紗也香 | 平良哲朗 佐藤陵                                  | 東海林康和            | 2019年1月17日  |
| 20   |                        | 優秀的醫生來了!                  | 赤尾凸   | 樫山聡之 永島昭子   | 樫山聡之   | 永島昭子                                         | 大野美葉              | 2019年1月24日  |
| 20   | 找東西就找神仙精靈!    |                                  | 赤尾凸   | 樫山聡之 永島昭子   | 樫山聡之   | 永島昭子                                         | 大野美葉              | 2019年1月24日  |
| 21   |                        | 神仙精靈診所 耶!                 | 笹野恵   | 西田健一            | 西田健一   | 志村隆行 河野仁美 奥田聖美                       | 東海林康和            | 2019年1月31日  |
| 22   |                        | 最討厭吃藥!                      | 山口宏   | 大庭秀昭            | 大庭秀昭   | 平良哲朗 桑原麻衣                                | 大野美葉              | 2019年2月7日   |
| 22   | 請用甜點               |                                  | 山口宏   | 大庭秀昭            | 大庭秀昭   | 平良哲朗 桑原麻衣                                | 大野美葉              | 2019年2月7日   |
| 23   |                        | 咚咚參上!在下嵐忍                | 土屋理敬 | 寺田和男            | 沼山茉由   | 小野ひろみ                                       | 東海林康和            | 2019年2月14日  |
| 24   |                        | 茨茨消失了?                      | 末永光代 | 西田健一            | 西田健一   | 土信田和幸 佐藤陵                                | 大野美葉              | 2019年2月21日  |
| 24   | 加油 小遙姐姐          |                                  | 末永光代 | 西田健一            | 西田健一   | 土信田和幸 佐藤陵                                | 大野美葉              | 2019年2月21日  |
| 25   |                        | 娜秋 成為媽媽!?                  | 竹內利光 | 石井久志            | 東田夏実   | 川口弘明 大河しのぶ 奧田聖美                     | 東海林康和            | 2019年2月28日  |
| 25   | 奔跑吧!神仙精靈巴士    |                                  | 竹內利光 | 石井久志            | 東田夏実   | 川口弘明 大河しのぶ 奧田聖美                     | 東海林康和            | 2019年2月28日  |
| 26   |                        | 細雨飄飄 雨莉                    | 赤尾凸   | 秋山朋子            | 山井紗也香 | 河野仁美 平良哲朗                                | 大野美葉              | 2019年3月7日   |
| 27   |                        | 緞緞和雨莉 去工作!               | 山口宏   | 樫山聡之 永島昭子   | 樫山聡之   | 永島昭子                                         | 東海林康和            | 2019年3月14日  |
| 27   | 傳說的神仙精靈小鎮     |                                  | 山口宏   | 樫山聡之 永島昭子   | 樫山聡之   | 永島昭子                                         | 東海林康和            | 2019年3月14日  |
| 28   |                        | 快樂神仙精靈 盖喬姆P             | 土屋理敬 | 西田健一            | 西田健一   | 桑原麻衣 志村隆行                                | 大野美葉              | 2019年3月21日  |
| 29   |                        | 加油 神仙精靈小鎮完成!           | 笹野恵   | 大庭秀昭            | 大庭秀昭   | 平良哲朗 佐藤陵                                  | 東海林康和            | 2019年3月28日  |
| 30   |                        | 更多笑容 神仙精靈活動            | 末永光代 | 寺田和男            | 沼山茉由   | 小野ひろみ                                       | 大野美葉              | 2019年4月4日   |
| 31   |                        | 神秘之蛋來了!                    | 土屋理敬 | 西田健一            | 西田健一   | 河野仁美 土信田和幸                              | 東海林康和            | 2019年4月11日  |
| 32   |                        | 大吃一驚!蛋的秘密                | 竹内利光 | 石井久志            | 東田夏実   | 川口弘明 安斉佳恵 佐藤陵                         | 大野美葉              | 2019年4月18日  |
| 32   | 被捕了站住!帕托爾帕托! |                                  | 竹内利光 | 石井久志            | 東田夏実   | 川口弘明 安斉佳恵 佐藤陵                         | 大野美葉              | 2019年4月18日  |
| 33   |                        | 雨莉和神仙精靈遊樂園             | 赤尾凸   | 秋山朋子            | 山井紗也香 | 平良哲朗 河野仁美 上野步美                       | 東海林康和            | 2019年4月25日  |
| 34   |                        | 守護神仙精靈城堡!                | 山口宏   | 樫山聡之 永島昭子   | 樫山聡之   | 永島昭子                                         | 大野美葉              | 2019年5月2日   |
| 35   |                        | 頭飾的神明 緹婭                  | 笹野恵   | 西田健一            | 西田健一   | 佐藤陵 志村隆行                                  | 東海林康和            | 2019年5月9日   |
| 35   | 尋找螢火蟲             |                                  | 笹野恵   | 西田健一            | 西田健一   | 佐藤陵 志村隆行                                  | 東海林康和            | 2019年5月9日   |
| 36   |                        | 神仙精靈小鎮的秘密               | 土屋理敬 | 大庭秀昭            | 大庭秀昭   | 土信田和幸 河野仁美 平良哲朗                     | 大野美葉              | 2019年5月16日  |
| 37   |                        | 東倒西歪 想睡覺                  | 末永光代 | 寺田和男            | 沼山茉由   | 小野ひろみ                                       | 東海林康和            | 2019年5月23日  |
| 37   | 不想當公主!?           |                                  | 末永光代 | 寺田和男            | 沼山茉由   | 小野ひろみ                                       | 東海林康和            | 2019年5月23日  |
| 38   |                        | 神仙精靈警察24小時               | 竹內利光 | 西田健一            | 西田健一   | 桑原麻衣 山縣亞紀                                | 大野美葉              | 2019年5月30日  |
| 38   | 茶子與喋喋不休的爺爺   |                                  | 竹內利光 | 西田健一            | 西田健一   | 桑原麻衣 山縣亞紀                                | 大野美葉              | 2019年5月30日  |
| 39   |                        | 轉變精靈 大恐慌                  | 山口宏   | 秋山朋子            | 山井紗也香 | 平良哲朗 佐藤陵 奥田聖美                         | 東海林康和            | 2019年6月6日   |
| 39   | 閃耀!偶像神仙精靈 瑪茵 |                                  | 山口宏   | 秋山朋子            | 山井紗也香 | 平良哲朗 佐藤陵 奥田聖美                         | 東海林康和            | 2019年6月6日   |
| 40   |                        | 偶像模式 噢!                     | 赤尾凸   | 秋山朋子            | 增田敏彥   | 増田敏彦 柿椿滲美 桑原麻衣 山縣亞紀 土信田和幸   | 大野美葉 大河しのぶ   | 2019年6月13日  |
| 40   | 目標!宇宙!!            |                                  | 赤尾凸   | 秋山朋子            | 增田敏彥   | 増田敏彦 柿椿滲美 桑原麻衣 山縣亞紀 土信田和幸   | 大野美葉 大河しのぶ   | 2019年6月13日  |
| 41   |                        | 妮姬來了!                        | 土屋理敬 | 樫山聡之 永島昭子   | 樫山聡之   | 永島昭子                                         | 東海林康和            | 2019年6月20日  |
| 42   |                        | 妮姬的忍者修行                   | 笹野恵   | 西田健一            | 西田健一   | 河野仁美 志村隆行                                | 大野美葉              | 2019年6月27日  |
| 42   | 同心協力!烹飪教室      |                                  | 笹野恵   | 西田健一            | 西田健一   | 河野仁美 志村隆行                                | 大野美葉              | 2019年6月27日  |
| 43   |                        | 小遙的生日保護隊!                | 末永光代 | 大庭秀昭            | 大庭秀昭   | 平良哲朗 佐藤陵                                  | 東海林康和            | 2019年7月4日   |
| 44   |                        | 獨家採訪 帕夏莉帕夏!             | 竹內利光 | 寺田和男            | 沼山茉由   | 小野ひろみ                                       | 大野美葉              | 2019年7月11日  |
| 45   |                        | 屁股撞擊冠軍!決定戰              | 山口宏   | 西田健一            | 西田健一   | 山縣亞紀 土信田和幸                              | 東海林康和            | 2019年7月18日  |
| 45   | 神仙精靈新聞製作!      |                                  | 山口宏   | 西田健一            | 西田健一   | 山縣亞紀 土信田和幸                              | 東海林康和            | 2019年7月18日  |
| 46   |                        | 塞巴斯蒂安回來了                 | 赤尾凸   | 室谷靖              | 湖山禎崇   | 大野美葉 大河しのぶ 山縣亜紀 土信田和幸 秋元勇一 | 大野美葉 大河しのぶ   | 2019年7月25日  |
| 46   | 大危機!救出小遙!       |                                  | 赤尾凸   | 室谷靖              | 湖山禎崇   | 大野美葉 大河しのぶ 山縣亜紀 土信田和幸 秋元勇一 | 大野美葉 大河しのぶ   | 2019年7月25日  |
| 47   |                        | 特訓!合体魔法                    | 笹野恵   | 西田健一            | 西田健一   | 佐藤陵 平良哲朗                                  | 東海林康和            | 2019年8月1日   |
| 47   | 對決!負面能量的樹      |                                  | 笹野恵   | 西田健一            | 西田健一   | 佐藤陵 平良哲朗                                  | 東海林康和            | 2019年8月1日   |
| 48   |                        | 被奪走的神仙精靈城堡             | 末永光代 | 永島昭子            | 樫山聡之   | 永島昭子                                         | 大野美葉              | 2019年8月8日   |
| 48   | 在哪裡?神仙精靈界      |                                  | 末永光代 | 永島昭子            | 樫山聡之   | 永島昭子                                         | 大野美葉              | 2019年8月8日   |
| 49   |                        | 來了!神仙精靈界                  | 土屋理敬 | 西田健一            | 西田健一   | 河野仁美 志村隆行                                | 東海林康和            | 2019年8月15日  |
| 50   |                        | 獨當一面神仙精靈 VS 櫻花鎮保護隊 | 山口宏   | 大庭秀昭            | 大庭秀昭   | 桑原麻衣 土信田和幸 平良哲朗                     | 大野美葉              | 2019年8月22日  |
| 51   |                        | 茨茨米米琪琪 前往魔法之旅        | 竹内利光 | 寺田和男 大原実     | 沼山茉由   | 東海林康和 永島昭子 奥田聖美 大河しのぶ 河野仁美 | 東海林康和 大河しのぶ | 2019年8月29日  |
| 51   | 神仙精靈小鎮大混亂     |                                  | 竹内利光 | 寺田和男 大原実     | 沼山茉由   | 東海林康和 永島昭子 奥田聖美 大河しのぶ 河野仁美 | 東海林康和 大河しのぶ | 2019年8月29日  |
| 52   |                        | 大家都是櫻花助援隊               | 笹野恵   | 西田健一            | 西田健一   | 山縣亜紀 佐藤陵                                  | 大野美葉              | 2019年9月5日   |
| 53   |                        | 神仙精靈100位達成?               | 末永光代 | 室谷靖              | 西田健一   | 土信田和幸 桑原麻衣 平良哲朗                     | 東海林康和            | 2019年9月12日  |
| 54   |                        | 前進!櫻花鎮保護隊!!              | 赤尾凸   | 永島昭子            | 樫山聡之   | 永島昭子                                         | 大野美葉              | 2019年9月19日  |
| 55   |                        | 拯救櫻花鎮 打開吧!幸福之門       | 土屋理敬 | 秋山朋子            | 山井紗也香 | 河野仁美 志村隆行 佐藤陵                         | 東海林康和 大河しのぶ | 2019年9月26日  |

## CD/DVD

### CD
| 標題                                             | 收錄話数   | 發售日     |
| ------------------------------------------------ | ---------- | ---------- |
| キラキラハッピー★ ひらけ! ここたま DVD BOX vol.1 | 第1－16話  | 2019/5/29  |
| キラキラハッピー★ ひらけ! ここたま DVD BOX vol.2 | 第17－32話 | 2019/8/23  |
| キラキラハッピー★ ひらけ! ここたま DVD BOX vol.3 | 第33－44話 | 2019/11/27 |
| キラキラハッピー★ ひらけ! ここたま DVD BOX vol.4 | 第45－55話 | 2020/2/26  |

### DVD
| 標題      | 收錄話数   | 發售日    | 封面人物                  |
| --------- | ---------- | --------- | ------------------------- |
| [ DVD 1 ] | 第1－4話   | 2019/1/9  | 星之川遙 緞緞 皮洛 茶子   |
|           | 第5－8話   | 2019/2/6  | 緞緞 皮洛 茶子 露比       |
|           | 第9－12話  | 2019/3/6  | 緞緞 皮洛 茶子 潘托尼奧   |
|           | 第13－16話 | 2019/4/3  | 緞緞 皮洛 茶子 丸目       |
|           | 第17－20話 | 2019/5/8  | 緞緞 茶子 茨茨·米米·琪琪  |
|           | 第21－24話 | 2019/5/8  | 緞緞 皮洛 多庫多庫塔 娜秋 |
|           | 第25－28話 | 2019/6/5  | 櫻鎮保護隊五人組          |
|           | 第29－32話 | 2019/7/3  | 緞緞 皮洛 茶子 蓋喬姆     |
|           | 第33－36話 | 2019/8/2  | 緞緞 茶子 露比 雨莉       |
|           | 第37－40話 | 2019/9/4  | 緞緞 塔奇西&多蕾西 帕托爾 |
|           | 第41－44話 | 2019/10/2 | 緞緞 茶子 嵐忍 妮姬       |
|           | 第45－48話 | 2019/11/6 | 緞緞 茶子 緹婭 塞巴斯蒂安 |
|           | 第49－51話 | 2019/12/4 | 星之川遙 緞緞 皮洛 茶子   |
|           | 第52－55話 | 2019/12/4 | 櫻鎮保護隊五人 妮姬       |

DVD相關連結
1. ↑  .   [2019-06-14]. （原始内容存档于2019-05-31）.
2. .   [2019-06-14]. （原始内容存档于2021-04-23）.
3. .   [2019-06-14]. （原始内容存档于2021-04-24）.
4. .   [2019-06-14]. （原始内容存档于2021-04-24）.
5. .   [2019-06-14]. （原始内容存档于2021-04-24）.
6. .   [2019-06-14]. （原始内容存档于2021-04-24）.
7. .   [2019-06-14]. （原始内容存档于2021-04-24）.
8. .   [2019-06-14]. （原始内容存档于2021-04-25）.
9. .   [2019-06-22]. （原始内容存档于2021-04-28）.
10. .   [2019-07-31]. （原始内容存档于2021-04-28）.
11. .   [2019-08-21]. （原始内容存档于2021-10-03）.
12. .   [2019-10-01]. （原始内容存档于2021-04-29）.
13. .   [2019-10-31]. （原始内容存档于2022-03-27）.
14. .   [2019-11-30]. （原始内容存档于2021-06-20）.

CD相關連結
1. ↑  .   [2019-06-14]. （原始内容存档于2019-05-31）.
2. ↑  .   [2019-06-14]. （原始内容存档于2019-05-31）.
3. ↑  .   [2019-08-25]. （原始内容存档于2019-10-17）.
4. ↑  .   [2019-09-28]. （原始内容存档于2019-10-17）.

## 註解
註釋
1. ↑  第1至29集為初始六人組，第30集以後則改為櫻鎮保護隊五人加妮姬
2. ↑  17話後下週停播、本集首播時間為17:25 - 17:55，本週因『世界を救え!サムライバスターズ3〜最恐生物一斉討伐SP〜』等節目而提早三十分播放。
3. ↑  18話2019年初第一週停播（實為年底慣例停播）
4. ↑  30話片尾曲更換

## 外部連結
- ひらけ！ここたま情報公開!（页面存档备份，存于）（日語）
- テレビ東京・あにてれ キラキラハッピー★ ひらけ!ここたま （页面存档备份，存于）（日語）
- ひらけ！ここたま新番組映像（页面存档备份，存于）（日語）

| 東京電視台 星期四17:55－18:25節目 神仙精靈系列節目 | 東京電視台 星期四17:55－18:25節目 神仙精靈系列節目                           | 東京電視台 星期四17:55－18:25節目 神仙精靈系列節目 |
| -------------------------------------------------- | ---------------------------------------------------------------------------- | -------------------------------------------------- |
|                                                    | KIRA KIRA HAPPY★ 打開吧！見習神仙精靈 （2018年9月6日－2019年9月26日）        |                                                    |
| 見習神仙精靈 （2015年10月1日－2018年8月30日）      | 奔奔小飛車（日文配音版）& GO! 阿童木 （2019年10月3日 - ） 【幼兒園動漫時段】 |                                                    |

| ViuTV 星期一至五 16:00－16:30     | ViuTV 星期一至五 16:00－16:30                  | ViuTV 星期一至五 16:00－16:30 |
| --------------------------------- | ---------------------------------------------- | ----------------------------- |
|                                   | 見習神仙精靈4 第2期 （2020年5月14日－7月29日） |                               |
| 見習神仙精靈3 第1期，第103－139集 | 龍族拼圖 （2020年7月30日－10月9日）            |                               |